# Medida Provisória (filme)
Medida Provisória é um filme distópico de drama e ficção brasileiro de 2022, dirigido por Lázaro Ramos, que também assina o roteiro juntamente a Lusa Silvestre. Adaptado da tragicomédia Namíbia, Não!, peça de teatro escrita por Aldri Anunciação, o filme conta uma história em um Brasil do futuro onde uma medida provisória determina a volta de todos os afro-brasileiros ao continente africano como uma reparação social. É protagonizado por Alfred Enoch, Taís Araújo e Seu Jorge, e conta com as participações especiais de Adriana Esteves, Mariana Xavier, Cláudio Gabriel e Renata Sorrah.
Medida Provisória teve sua estreia mundial no Festival Internacional de Cinema de Moscou em 3 de outubro de 2020. Em meados de março de 2021, foi apresentado no South by Southwest Film Festival, onde estreou no ano anterior, e foi lançado comercialmente em 14 de abril de 2022. O filme adquiriu muita repercussão em seu lançamento após ter sofrido impasses da Ancine para sua distribuição nos cinemas ser efetivada. Foi recebido com críticas mistas e positivas por parte dos críticos especialistas e foi um sucesso de público, sendo um dos maiores lançamentos nacionais do ano de 2022.

## Enredo
A narrativa se passa num Brasil do futuro em que uma medida de reparação social afeta diretamente a vida de uma família, são eles o jovem casal formado pela médica Capitu (Taís Araújo) e pelo advogado Antonio (Alfred Enoch) e o primo, o expansivo jornalista André (Seu Jorge), que mora de favor na casa do casal. Num determinado dia uma medida de reparação financeira pelos tempos de escravidão no Brasil é proposta, e é respondida com outra medida. Com essa mudança, o casal acaba separado sem saber se poderá se reencontrar.

## Elenco
- Alfred Enoch como Antônio Gama
- Taís Araújo como Maria Carolina / Capitu
- Seu Jorge como André Rodrigues
- Adriana Esteves como Isabel Garcéz
- Renata Sorrah como Izildinha
- Mariana Xavier como Sarah
- Emicida como Berto
- Diva Guimarães como Elenita
- Pablo Sanábio como Santiago Evaristo Blanco
- Cláudio Gabriel como Ministro Lobato
- Dani Ornellas como Ruth
- Edmilson Barros como Pedro
- Flávio Bauraqui como Kabenguele
- Augusto Pompeo como João
- Aldri Anunciação como Ivan
- Hilton Cobra como Gaspar
- Paulo Chun como Kaito

Elenco de apoio
- Maíra Azevedo como Dina
- Alan Pellegrino como Índio
- Jéssica Ellen como estudante
- Dan Ferreira como estudante
- Indira Nascimento como Eva
- WJ como Dilson
- Raphael Logam como ciclista
- Pedro Nercessian como rapaz no bar
- Sophia Camilo como filha de Ruth
- Luana Xavier como mulher no Afrobunker
- Jeniffer Dias como mulher no Afrobunker
- Cridemar Aquino como homem no Afrobunker
- Lázaro Ramos como homem na rua
- Danrley Ferreira como homem na rua
- Elana Valenária como mulher na rua
- Rodrigo França como homem na rua

## Produção

### Desenvolvimento
O filme é uma adaptação do livro Namíbia, Não!, uma tragicomédia escrita por Aldri Anunciação, escrita em 2011 e lançada em 2012. O livro foi um sucesso de crítica e se saiu vencedor do Prêmio Jabuti, maior honraria da literatura brasileira, na categoria Romance para Jovem. Antes de iniciar a adaptação do livro para os cinemas, Lázaro Ramos já havia montado uma peça de teatro também baseada no mesmo texto de Aldri Anunciação. Essa é a primeira ficção cinematográfica dirigida por Lázaro, anteriormente ele havia dirigido apenas o documentário sobre o Bando de Teatro Olodum. Em 2015, Lázaro começou a trabalhar a adaptação do roteiro que contou com o trabalho de Lusa Silvestre e colaboração do próprio Aldri Anunciação e também de Lázaro Ramos.
É uma produção realizada em parceria entre as produtoras Lereby Produções, Lata Filmes, Globo Filmes e Melanina Acentuada. A produção do filme é assinada por Daniel Filho e Tânia Rocha e a produção executiva é de Mariza Figueiredo. A pesquisa de texto é de Aline Maia. As gravações ocorreram em 2019 com locações em diversos locais do Rio de Janeiro. O filme recebeu R$ 2,7 milhões por meio do por meio do Fundo Setorial do Audiovisual (FSA) para apoiar a produção.

### Trilha Sonora
A trilha sonora do filme foi composta por Plínio Profeta, Rincon Sapiência e Kiko de Sousa. Compõem as faixas, entre outras, as seguintes músicas:
| N.º | Título                           | Interpretada por                     | Duração |  |
| 1.  | "Primeiro Volante (Verso Livre)" | Rincon Sapiência                     |         |  |
| 2.  | "Te Amo Disgraça"                | Baco Exu do Blues                    |         |  |
| 3.  | "O Guarani (Abertura)"           | Antônio CArlos Gomes, Marco Bernardo |         |  |
| 4.  | "Dura Na Queda"                  | Elza Soares                          |         |  |
| 5.  | "Zero"                           | Liniker e os Caramelows              |         |  |
| 6.  | "Breu"                           | Xênia França                         |         |  |
| 7.  | "Preciso Me Encontrar"           | Cartola                              |         |  |
| 8.  | "O Que Se Cala"                  | Elza Soares                          |         |  |
| 9.  | "Tua"                            | Liniker e os Caramelows              |         |  |
| 10. | "Queima Minha Pele"              | Baco Exu do Blues, Tim Bernardes     |         |  |
| 11. | "Se Avexe Não"                   | Tassia Reis                          |         |  |
| 12. | "Caeu"                           | Liniker e os Caramelows              |         |  |
| 13. | "Flamingos"                      | Baco Exu do Blues, Tuyo              |         |  |
| 14. | "O Jeito"                        | Flora Matos                          |         |  |

## Lançamento
O filme foi exibido oficialmente pela primeira vez no Festival Internacional de Cinema de Moscou, na Rússia, em 3 de outubro de 2020, onde competiu na mostra de filmes. Em seguida, estreou nos Estados Unidos durante o Indie Memphis Film Fest, sendo exibido pela primeira vez em 27 de outubro de 2021. Medida Provisória foi exibido no Festival SXSW (South By Southwest), evento que ocorre tradicionalmente no Texas, Estados Unidos, mas que por conta da pandemia de COVID-19 ocorreu de forma online entre 16 e 20 março de 2021. Inicialmente, o filme havia sido selecionado para o evento em 2020 que ocorreria de forma presencial. Em 4 de junho esteve no Los Angeles Latino International Film Festival, também nos Estados Unidos. Em 4 de julho foi exibido na França pelo Paris Brazilian Film Festival. Na Suíca, participou do Festival Internacioanl de Cinema de Geneva em 10 de novembro de 2021. Ainda participou do Festival de Cinema Ibero-americano de Huelva, na Espanha, e do 12º FESTin, em Portugal.
Estreou comercialmente em Portugal em 21 de novembro de 2021. No Brasil, foi exibido oficialmente pela primeira vez no Festival do Rio em 15 de dezembro de 2021. O lançamento comercial passou por uma série de contratempos por impasses da Ancine ao longo de um ano para autorizar sua distribuição. Após várias negociações, a data de lançamento foi marcada para 14 de abril de 2022.

## Recepção

### Controvérsias
Antes de seu lançamento no Brasil, o filme alvo de diversas críticas por parte de apoiadores do governo do então presidente da república Jair Bolsonaro. O filme teve seu lançamento atrasado pela Agência Nacional do Cinema (Ancine). Ao longo de mais de um ano, entre novembro de 2020 e novembro de 2021, foram realizadas diversas tentativas de acertar uma data de estreia para o filme entre a agência distribuidora do filme e a Ancine. Em março de 2020, o então presidente da Fundação Cultural Palmares, Sérgio Camargo, acusou o filme de utilizar recursos públicos para associar a imagem de Jair Bolsonaro a crimes de racismo e pediu boicote ao filme em suas redes sociais. Em suas redes sociais, Camargo publicou: "O filme, bancado com recursos públicos, acusa o governo Bolsonaro de crime de racismo. Temos o dever moral de boicotá-lo nos cinemas. É pura lacração vitimista e ataque difamatório contra o nosso presidente." O ex-presidente da Fundação Palmares ainda realizou uma série de outros ataques ao filme. Fazendo referência ao enredo do filme, ele sugeriu que todos os afro-brasileiros que se identificam com as ideologias de esquerda fossem mandados para a África.

### Bilheteria
Apesar das tentativas de boicote, o filme teve um desempenho comercial bastante positivo. O filme registrou a segunda maior bilheteria nacional de 2022, ficando atrás apenas da estreia de Tô Ryca 2.  Nos quatro primeiros dias de exibição, Medida Provisória alcançou mais de 80 mil espectadores. Em sua primeira semana de exibição, bateu a marca de 100 mil espectadores. Entre os dias 21 (quinta) e 24 (domingo) de abril de 2021, a arrecadação do filme ultrapassou R$ 2 milhões. Em sua segunda semana de exibição nos cinemas, alcançou a marca de 237 mil espectadores. O filme teve ao todo 408 mil espectadores no cinema e se tornou a maior bilheteria de um filme de drama nacional de 2022.

### Crítica

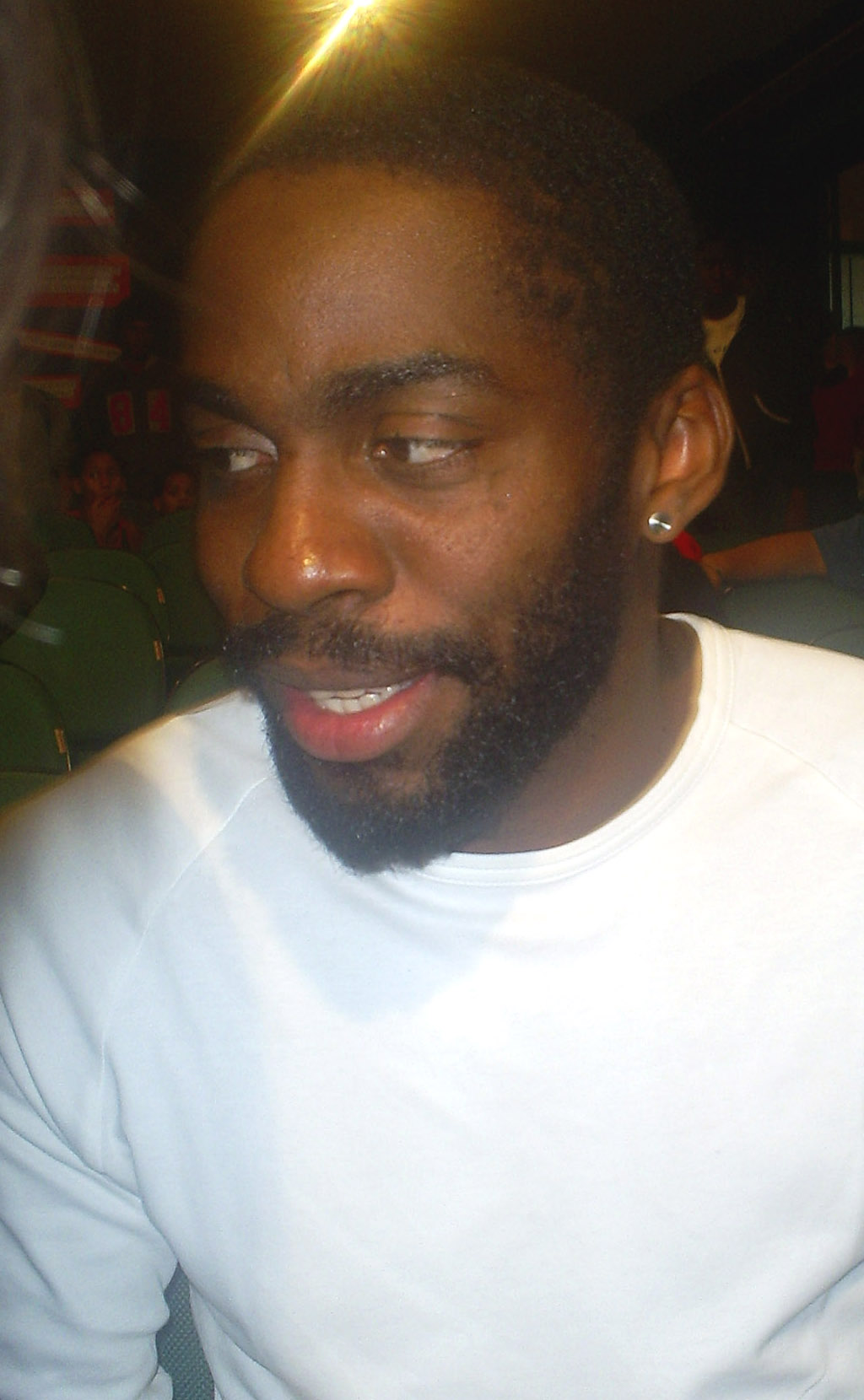
Lázaro Ramos recebeu muitos elogios por seu primeiro trabalho na direção de um longa-metragem de ficção.

As primeiras críticas sobre Medida Provisória sugeriram que o filme teria uma boa recepção entre os críticos de cinema. No website agregador de críticas Rotten Tomatoes, o filme detém 92% de aprovação com base em 12 avaliações da crítica, com uma classificação média de 7,6/10. Asher Luberto, da revista americana L.A Weekly, considerou Medida Provisória o segundo melhor filme de 2021, em exibição no SXSW Film Festival, declarando que o "mais apaixonado, inventivo e inteligente [filme] que vi no SXSW este ano foi Medida Provisória de Lázaro Ramos".
Alê Garcia, em sua crítica ao website Omelete, avaliou o filme com uma nota 4 de 5, o que o classifica como "Ótimo", escrevendo:
"Com uma premissa tão simples quanto dolorosamente absurda — porque é, sim, assustador pensar que há verdade na intolerância tratada nesta obra — em Medida Provisória, Lázaro Ramos "só" precisa se concentrar em construir o melhor na lógica interna da sua narrativa, tirar o máximo do seu elenco e se deleitar com suas possibilidades imagéticas. E ele consegue isso. Por que sabe que, apesar da experiência na direção de programas e especiais televisivos, cinema é outra coisa. E esta outra coisa — provavelmente muito mais resultado do ator sensível que é, e, portanto, generoso com os atores que, agora, passa a dirigir — Lázaro Ramos felizmente também domina, e muito bem."
Katiúscia Vianna, crítica do website AdoroCinema, deu ao filme uma pontuação de 3,5 de 5 estrelas, classificando-o como "Bom", e disse: "No final das contas, Medida Provisória é um filme paradoxal como o Brasil. É uma história de terror, porém irá te fazer rir. Emociona, mas também desperta um debate racional intenso. É imperfeito, porém imperdível."

## Prêmios e indicações
| Ano  | Associações                                        | Categoria                          | Recipiente(s)                 | Resultado |
| ---- | -------------------------------------------------- | ---------------------------------- | ----------------------------- | --------- |
| 2020 | Indie Memphis Film Festival                        | Melhor Roteiro                     | Lázaro Ramos e Lusa Silvestre | Venceu    |
| 2020 | Indie Memphis Film Festival                        | Melhor Recurso Narrativo           | Lázaro Ramos                  | Indicado  |
| 2020 | Festival Internacional de Cinema de Moscou         | Melhor Filme do Ano                | Medida Provisória             | Indicado  |
| 2021 | Cordillera Filme Festival                          | Melhor Filme                       | Medida Provisória             | Venceu    |
| 2021 | Festival de Cinema Itinerante da Língua Portuguesa | Melhor Realizador                  | Lázaro Ramos                  | Venceu    |
| 2021 | Festival de Cinema Itinerante da Língua Portuguesa | Melhor Ator                        | Alfred Enoch                  | Venceu    |
| 2021 | Festival de Cinema Ibero-americano de Huelva       | Premio Manuel Barba al Mejor Guión | Lázaro Ramos e Lusa Silvestre | Venceu    |
| 2021 | Pan Africa Film Festival                           | Jali Award                         | Lázaro Ramos                  | Venceu    |
| 2021 | Pan Africa Film Festival                           | Canada Lee Awards                  | Alfred Enoch                  | Venceu    |
| 2022 | CCXP Awards                                        | Melhor Filme (Brasil)              | Medida Provisória             | Indicado  |
| 2022 | CCXP Awards                                        | Melhor Diretor                     | Lázaro Ramos                  | Indicado  |
| 2022 | CCXP Awards                                        | Melhor Ator                        | Alfred Enoch                  | Indicado  |
| 2022 | CCXP Awards                                        | Melhor Atriz                       | Taís Araújo                   | Indicado  |